# Дустлік (місто)
Дустлік (узб. Doʻstlik) – місто у Джиззацькій області Узбекистану, центр Дустлікського району. Загалом в Узбекистані є 9 населених з назвою Дустлік, однак лише одне з них має статус міста та розташоване у Джиззацькій області. Дустлік розташований посеред Голодного степу. Завдяки зрошувальним каналам в околицях Дустлика зараз вирощують бавовну та технічні культури. Межами міста є зрошувальні канали.

## Історія та назва
У перекладі з узбецької назва означає «дружба», розташований за 52 км від обласного центру на залізниці Джиззак – Сирдар’я. Місто виникло в радянські часи, коли освоювався Голодний степ, а статус міста отримав у 1983 році.

## Економіка та соціальна сфера
Основні галузі промисловості: харчова, зокрема виробництво олії. Діють школи, лікарні, державні установи, будинок культури та спорткомплекс.